# Porskärr
Porskärr är en sjö i Varbergs kommun i Västergötland och ingår i Ätrans huvudavrinningsområde. Sjön har en area på 0,0524 kvadratkilometer och ligger 159,5 meter över havet.

## Delavrinningsområde
Porskärr ingår i det delavrinningsområde (635191-131237) som SMHI kallar för Inloppet i Barken. Medelhöjden är 151 meter över havet och ytan är 31,45 kvadratkilometer. Det finns ett avrinningsområde uppströms, och räknas det in blir den ackumulerade arean 40,82 kvadratkilometer. Hjärtaredån som avvattnar avrinningsområdet har biflödesordning 3, vilket innebär att vattnet flödar genom totalt 3 vattendrag innan det når havet efter 57 kilometer. Avrinningsområdet består mestadels av skog (73 %). Avrinningsområdet har 1,21 kvadratkilometer vattenytor vilket ger det en sjöprocent på 3,9 %.